# Edificio San José

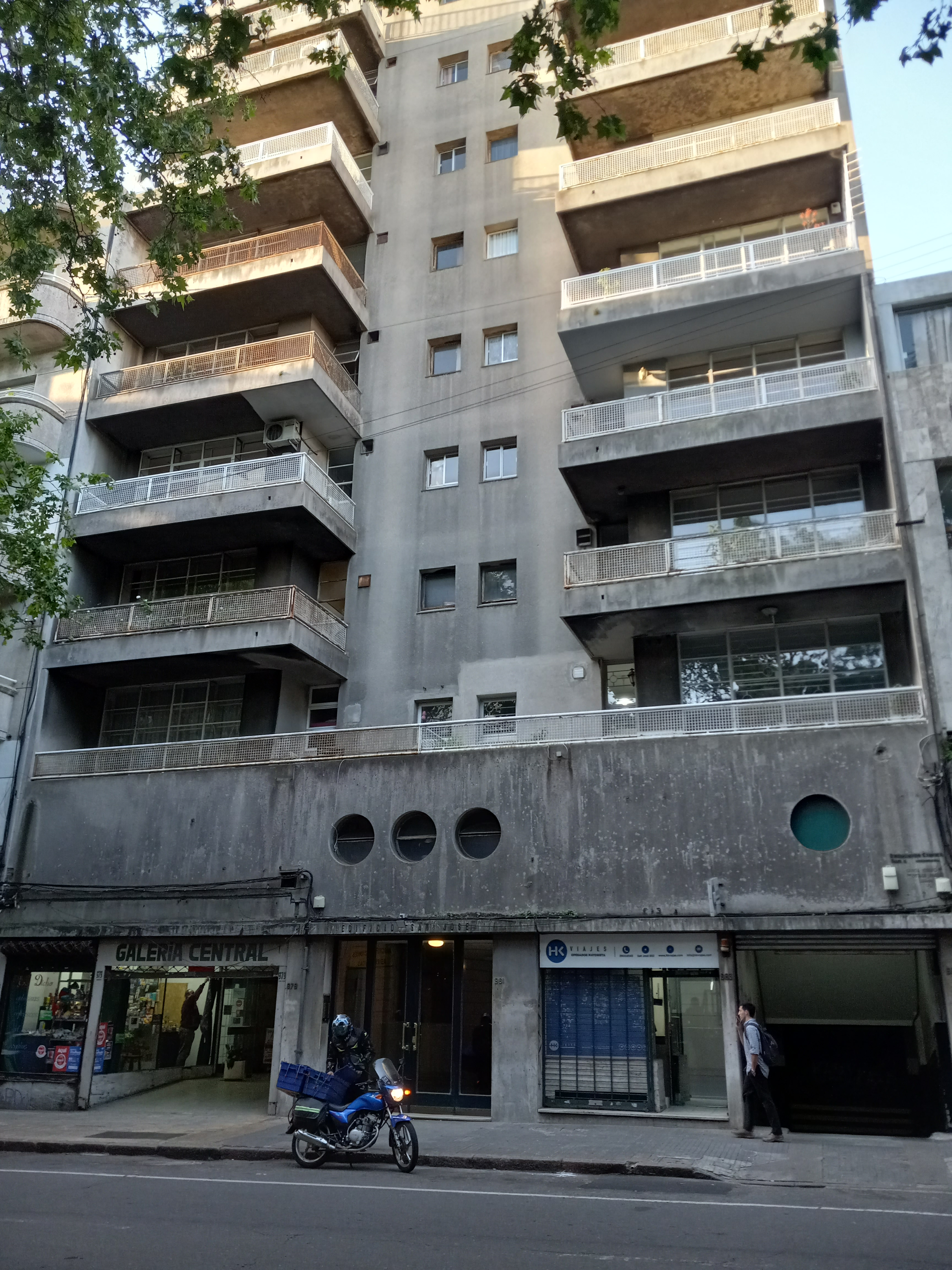
Edificio San José

Das Edificio San José ist ein Bauwerk in der uruguayischen Landeshauptstadt Montevideo.
Das 1934 projektierte und im Folgejahr errichtete Gebäude befindet sich im Barrio Centro an der Calle San José 979–985 zwischen den Straßen Julio Herrera y Obes und Wilson Ferreira Aldunate. Für den Bau zeichneten als Architekten J. Etchebarne und E. Ciurich verantwortlich. Das Edificio San José ist als Wohn- und Geschäftshaus konzipiert und wird architektonisch der Moderne zugeordnet.